# Sint-Remigiuskerk (Vucht)

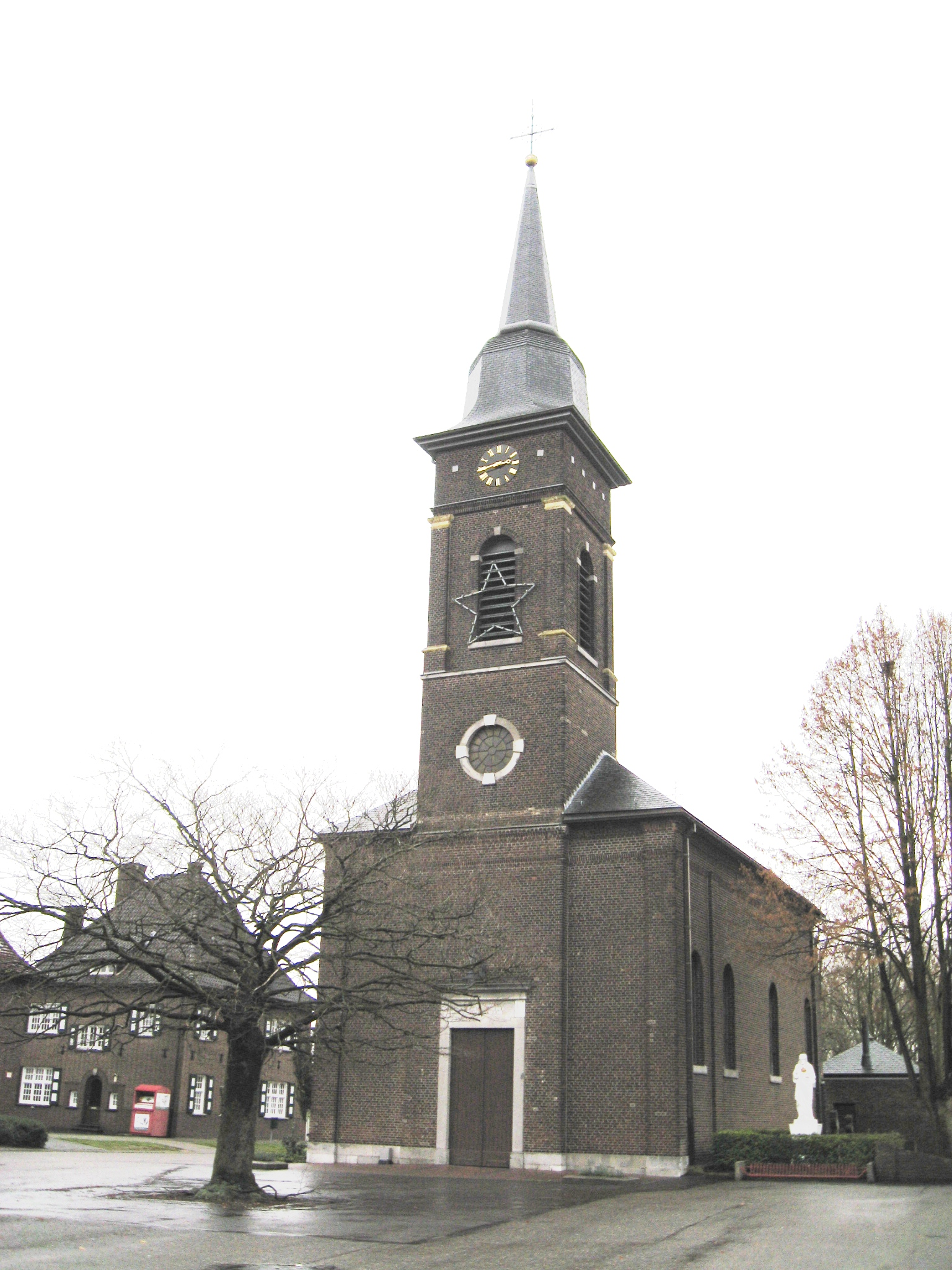
Sint-Remigiuskerk

De Sint-Remigiuskerk is de parochiekerk van Vucht, gelegen aan de Dorpsstraat.

## Geschiedenis
Op kerkelijk gebied was Vucht vanaf de Karolingische tijd afhankelijk van de parochie van Mulheim, later van die van Eisden. Vanaf omstreeks 1100 stond er in Vucht een kapel die gewijd was aan de Heilige Remigius. In 1834 werd Vucht verheven tot zelfstandige parochie. Daartoe werd 1840-1842 een kerk gebouwd in neoclassicistische stijl.

## Gebouw
De bakstenen zaalkerk heeft een ingebouwde westtoren en wordt gedekt door een leien zadeldak. De toren heeft vier geledingen en wordt gedekt door een klokvormige torenspits.
De gevel bevat een chronogram met de tekst: ConsensU UnanIMI totIUs VUCtensIs ConstrUCta eCCLesIa hæC (In algehele saamhorigheid bouwde de hele bevolking van Vucht deze kerk), waaruit het jaartal 1841 volgt.
De kerk heeft een 18e-eeuws doopvont. De biechtstoelen, de orgelkast en de communiebank zijn 19e-eeuws. Enkele grafkruisen uit de 17e en 18e eeuw zijn bewaard gebleven. Sinds 2021 worden hier de paardenlijkwagens van Vucht en van Leut-Meeswijk tentoongesteld.
Door de bouw van de Vuchtse tuinwijk werd een tweede parochiekerk noodzakelijk: In 1955 werd daar de Maagd der Armenkerk gebouwd.

## Galerij

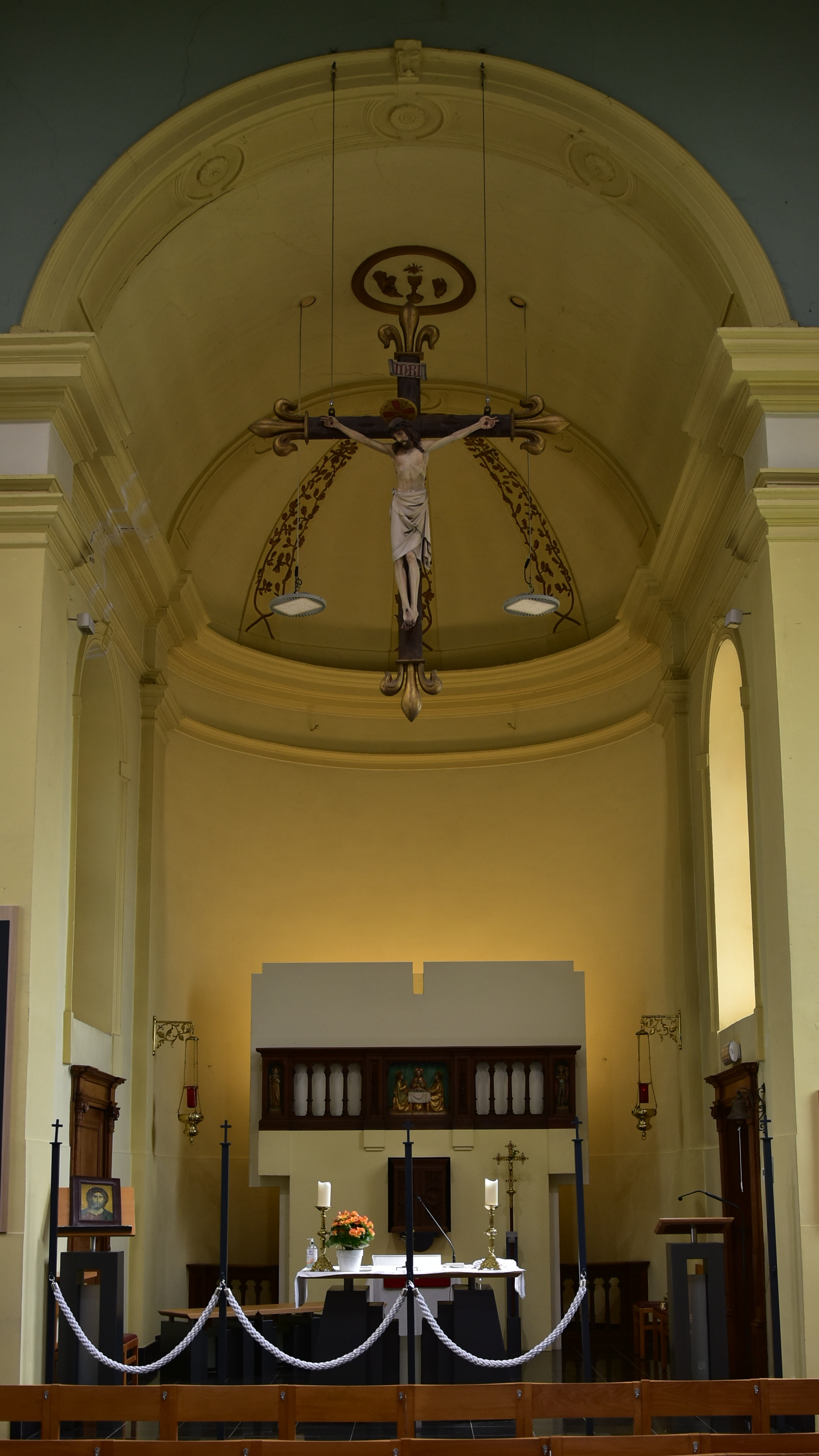
Priesterkoor
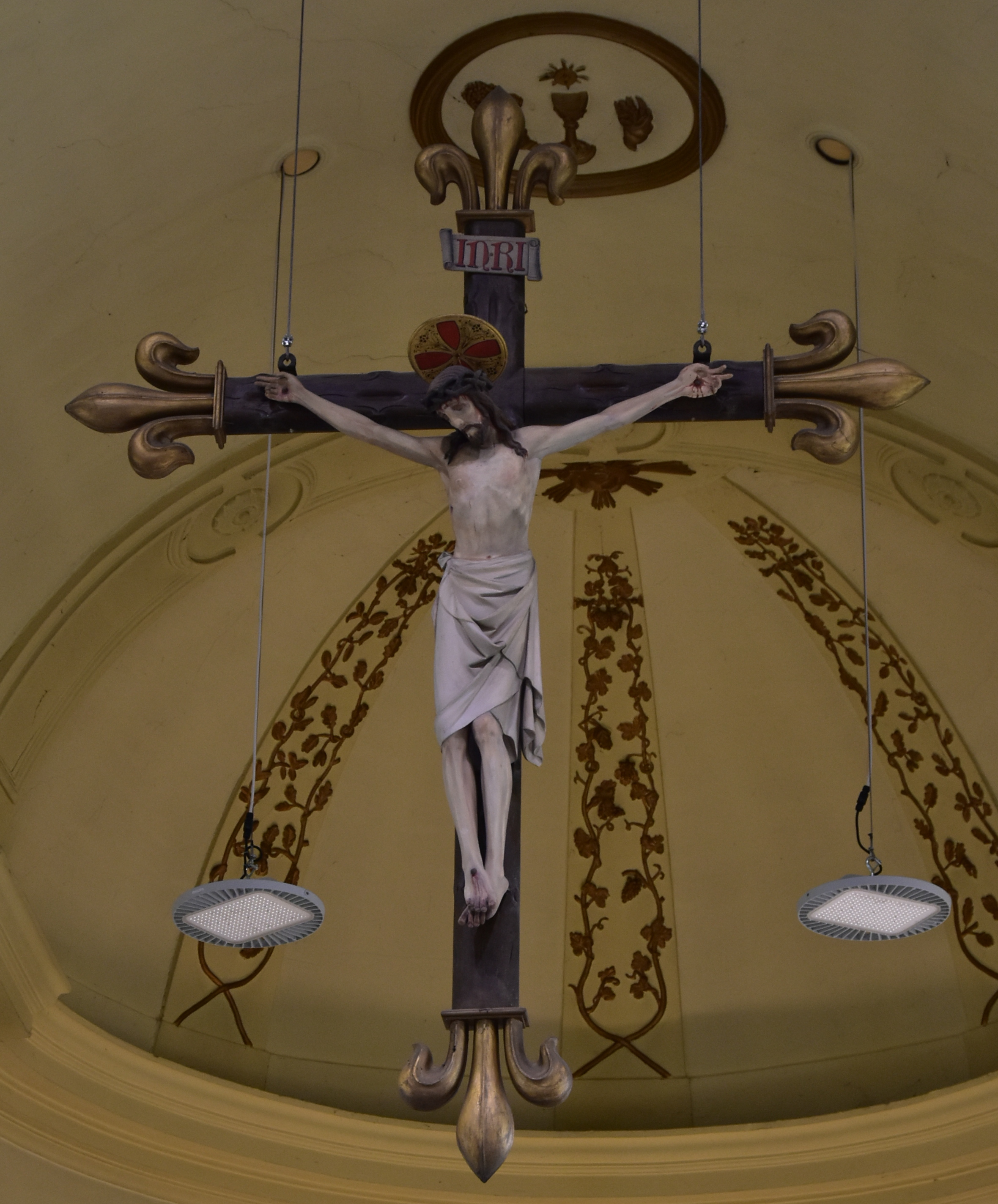
Triomfkruis
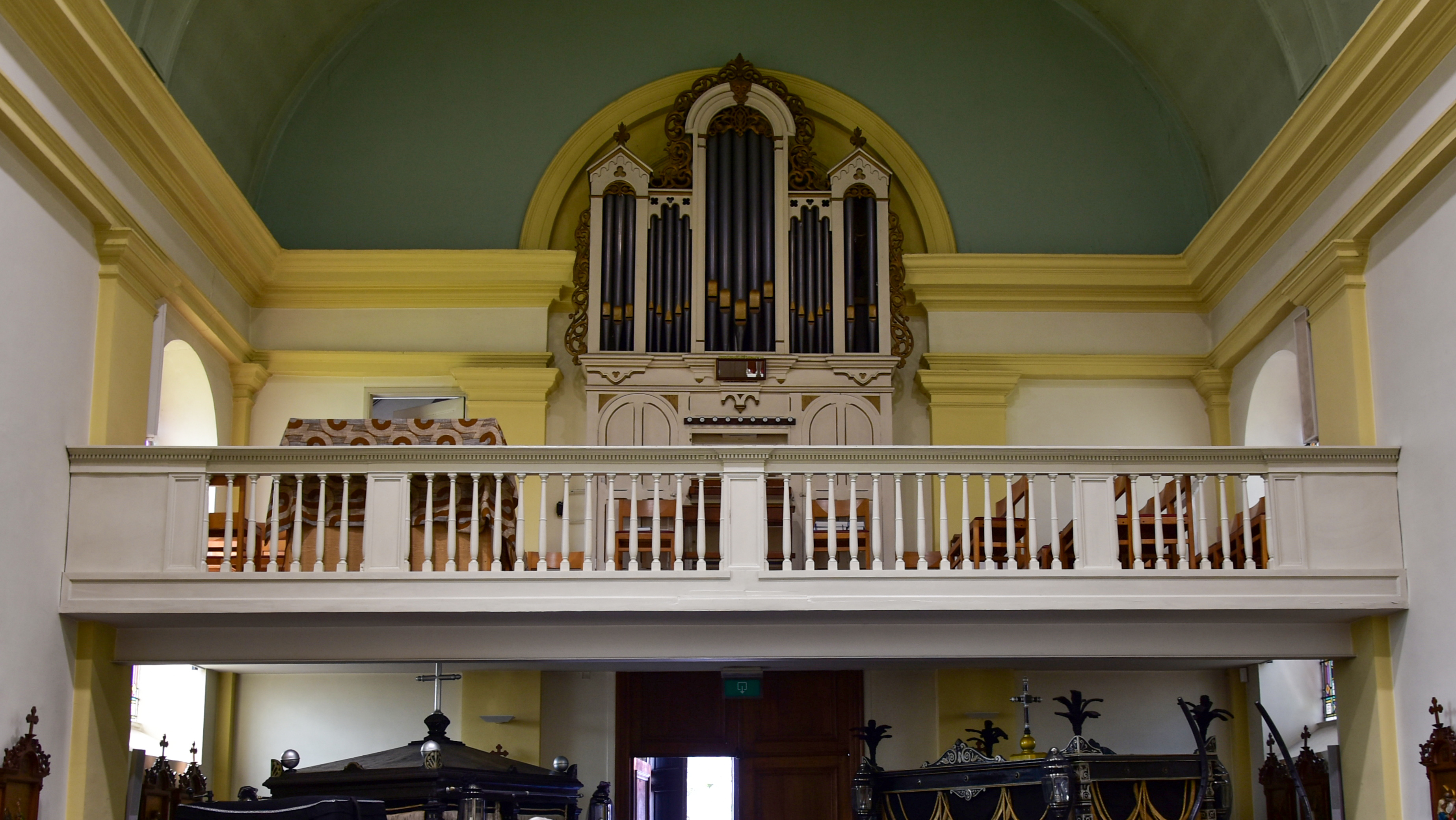
Kerkorgel
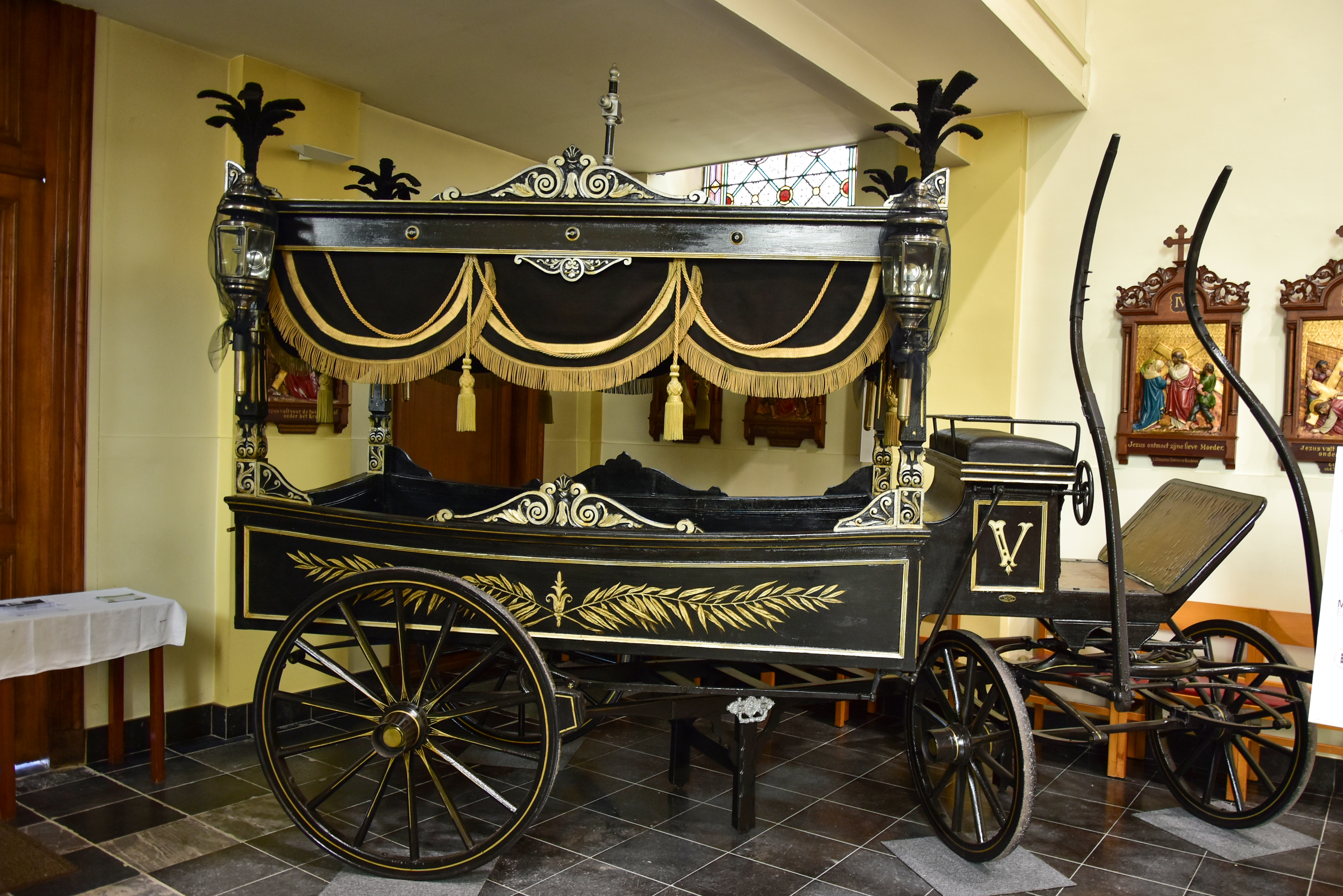
Paardenlijkwagen van Vucht
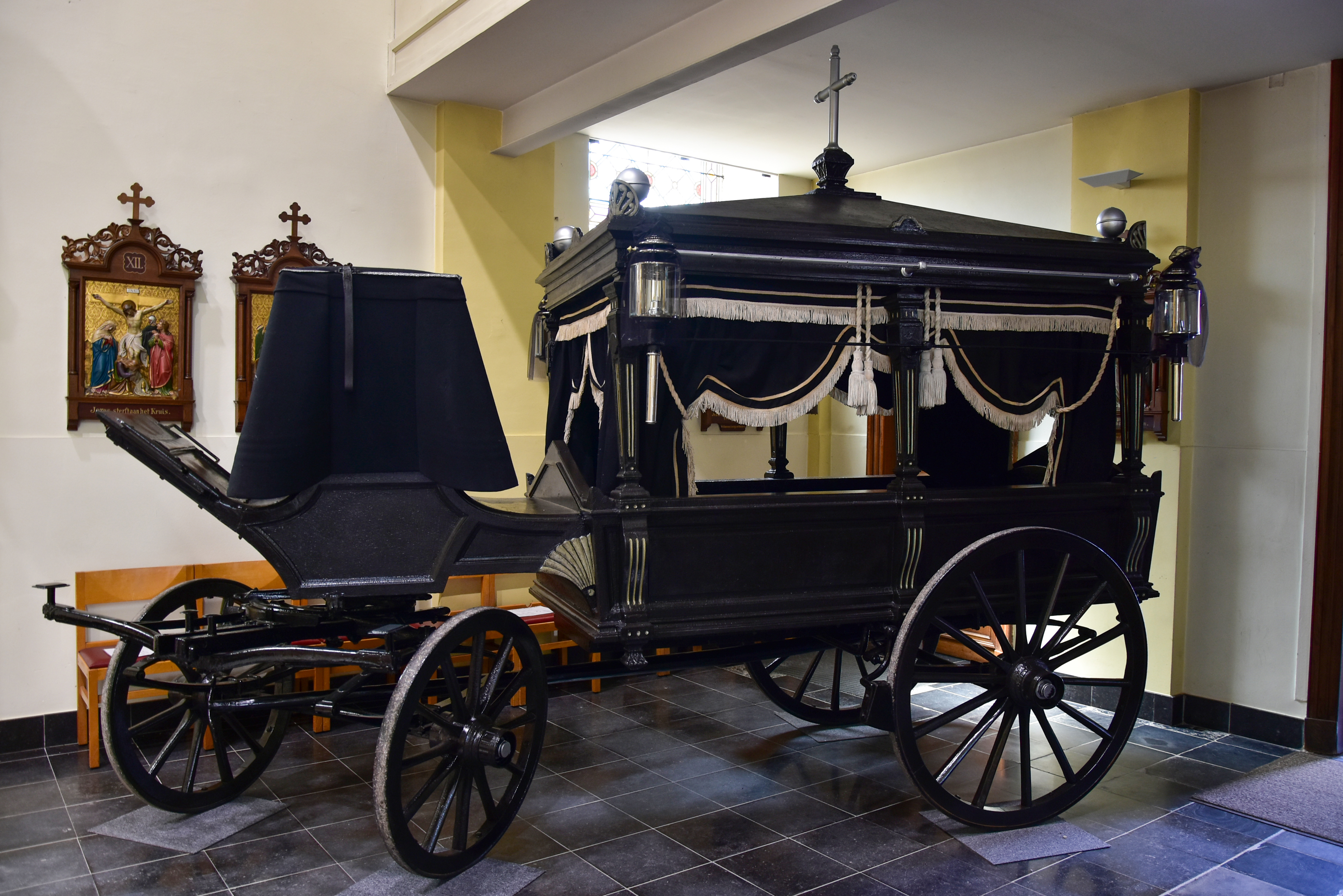
Paardenlijkwagen van Leut-Meeswijk